# Ратає (Гродзиський повіт)
Ратає (пол. Rataje, нім. Rattai, 1939-45: Treudorf) — село в Польщі, у гміні Раконевиці Гродзиського повіту Великопольського воєводства.
Населення — 216 осіб (2011).
У 1975-1998 роках село належало до Познанського воєводства.

## Демографія
Демографічна структура станом на 31 березня 2011 року:
|          | Загалом | Допрацездатний вік | Працездатний вік | Постпрацездатний вік |
| -------- | ------- | ------------------ | ---------------- | -------------------- |
| Чоловіки | 110     | 20                 | 79               | 11                   |
| Жінки    | 106     | 24                 | 58               | 24                   |
| Разом    | 216     | 44                 | 137              | 35                   |